# G. P. Kanton Aargau 2018
La 55.ª edición de la clásica ciclista G. P. Kanton Aargau (llamado oficialmente: GP du canton d'Argovie) fue una carrera en Suiza que se celebró el 7 de junio de 2018 sobre un recorrido de 185,9 kilómetros con inicio y final en la ciudad de Leuggern.
La carrera hizo parte del UCI Europe Tour 2018, dentro de la categoría 1.HC.
La carrera fue ganada por el corredor noruego Alexander Kristoff del equipo UAE Emirates, en segundo lugar Francesco Gavazzi (Androni Giocattoli-Sidermec) y en tercer lugar Marco Canola (Nippo-Vini Fantini-Europa Ovini]).

## Equipos participantes
Tomaron parte en la carrera 18 equipos: 6 de categoría UCI WorldTeam; 7 de categoría Profesional Continental; 4 de categoría Continental y la selección nacional de Suiza. Formando así un pelotón de 126 ciclistas de los que acabaron 92. Los equipos participantes fueron:
| WorldTeams (6)- UAE Team Emirates - AG2R La Mondiale - Bora-Hansgrohe - Dimension Data - Katusha-Alpecin - Trek-Segafredo Equipos continentales profesionales (7)- Androni Giocattoli-Sidermec - Nippo-Vini Fantini-Europa Ovini - Gazprom-RusVelo - Sport Vlaanderen-Baloise - Wilier Triestina-Selle Italia - Vérandas Willems-Crelan - Wanty-Groupe Gobert Equipos continentales (4)- Amore & Vita-Prodir - Akros-Renfer - Sangemini-MG.Kvis - Vorarlberg-Santic Equipo nacional- Suiza |
| |

## Clasificación final
- Las clasificaciones finalizaron de la siguiente forma:[4]

| \| Clasificación general \| Clasificación general \| Clasificación general \| Clasificación general \| Clasificación general \| \| Ciclista \| Ciclista \| Equipo \| Tiempo \| \| \| --------------------- \| --------------------- \| ------------------------------- \| --------------------- \| --------------------- \| \| 1.º \| Alexander Kristoff \| UAE Team Emirates \| 4 h 18 min 24 s \| \| \| 2.º \| Francesco Gavazzi \| Androni Giocattoli-Sidermec \| + 0 s \| \| \| 3.º \| Marco Canola \| Nippo-Vini Fantini-Europa Ovini \| + 0 s \| \| \| 4.º \| Sean De Bie \| Verandas Willems-Crelan \| + 0 s \| \| \| 5.º \| Kevin Deltombe \| Sport Vlaanderen-Baloise \| + 0 s \| \| \| 6.º \| Andrea Pasqualon \| Wanty-Groupe Gobert \| + 0 s \| \| \| 7.º \| Felix Großschartner \| Bora-Hansgrohe \| + 0 s \| \| \| 8.º \| Luca Pacioni \| Wilier Triestina-Selle Italia \| + 0 s \| \| \| 9.º \| Silvan Dillier \| AG2R La Mondiale \| + 0 s \| \| \| 10.º \| Juraj Sagan \| Bora-Hansgrohe \| + 0 s \| \| |                     |                                 |                 |
| |                     |                                 |                 |
| Fuente: ProCyclingStats |                     |                                 |                 |
| Clasificación general |                     |                                 |                 |
| Ciclista | Ciclista            | Equipo                          | Tiempo          |
| 1.º | Alexander Kristoff  | UAE Team Emirates               | 4 h 18 min 24 s |
| 2.º | Francesco Gavazzi   | Androni Giocattoli-Sidermec     | + 0 s           |
| 3.º | Marco Canola        | Nippo-Vini Fantini-Europa Ovini | + 0 s           |
| 4.º | Sean De Bie         | Verandas Willems-Crelan         | + 0 s           |
| 5.º | Kevin Deltombe      | Sport Vlaanderen-Baloise        | + 0 s           |
| 6.º | Andrea Pasqualon    | Wanty-Groupe Gobert             | + 0 s           |
| 7.º | Felix Großschartner | Bora-Hansgrohe                  | + 0 s           |
| 8.º | Luca Pacioni        | Wilier Triestina-Selle Italia   | + 0 s           |
| 9.º | Silvan Dillier      | AG2R La Mondiale                | + 0 s           |
| 10.º | Juraj Sagan         | Bora-Hansgrohe                  | + 0 s           |

## UCI World Ranking
El G. P. Kanton Aargau otorgó puntos para el UCI Europe Tour 2018 y el UCI World Ranking, este último para corredores de los equipos en las categorías UCI WorldTeam, Profesional Continental y Equipos Continentales. Las siguientes tablas muestran el baremo de puntuación y los 10 corredores que obtuvieron más puntos:
| Posición              | 1.ª | 2.ª | 3.ª | 4.ª | 5.ª | 6.ª | 7.ª | 8.ª | 9.ª | 10.ª |
| Clasificación general | 200 | 150 | 125 | 100 | 85  | 70  | 60  | 50  | 40  | 35   |

| 1.º  | Alexander Kristoff  | UAE Emirates                    | 200 |
| 2.º  | Francesco Gavazzi   | Androni Giocattoli-Sidermec     | 150 |
| 3.º  | Marco Canola        | Nippo-Vini Fantini-Europa Ovini | 125 |
| 4.º  | Sean De Bie         | Vérandas Willems-Crelan         | 100 |
| 5.º  | Kevin Deltombe      | Sport Vlaanderen-Baloise        | 85  |
| 6.º  | Andrea Pasqualon    | Wanty-Groupe Gobert             | 70  |
| 7.º  | Felix Großschartner | Bora-Hansgrohe                  | 60  |
| 8.º  | Luca Pacioni        | Wilier Triestina-Selle Italia   | 50  |
| 9.º  | Silvan Dillier      | Ag2r La Mondiale                | 40  |
| 10.º | Juraj Sagan         | Bora-Hansgrohe                  | 35  |